# Home Fleet
La Home Fleet (in italiano tradotta come: flotta metropolitana) è il nome tradizionalmente assegnato alla flotta della Royal Navy britannica che ha il compito di proteggere le acque territoriali del Regno Unito.

## Storia

### Fino al primo dopoguerra
Tra il XVII e gli inizi del XX secolo, la flotta avente il compito di difendere la Manica (in inglese: Channel) era indicata col nome di Channel Fleet.
Durante la prima guerra mondiale, la Home Fleet fu combinata con l'Atlantic Fleet per formare la Grand Fleet. Lo scontro più importante sostenuto dalla Grand Fleet fu la battaglia dello Jutland, in cui ingaggiò l'intera Hochseeflotte ("Flotta d'alto mare") della Kaiserliche Marine (la marina dell'Impero tedesco): sebbene la Grand Fleet subisse numerose perdite nello scontro, le grandi navi della Hochseeflotte non uscirono più in mare per il resto del conflitto.
Nel primo dopoguerra, il nome "Home Fleet" fu nuovamente usato per l'Atlantic Fleet nel 1932, dopo l'ammutinamento di Invergordon. Il comandante in capo della Home Fleet nel 1933 era l'ammiraglio John Kelly; la flotta era composta dalla nave ammiraglia, la HMS Nelson, da una squadra da battaglia di altre cinque corazzate, da una squadra di due incrociatori da battaglia, una squadra di tre incrociatori, tre squadriglie di cacciatorpediniere (27 vascelli), una squadriglia di sottomarini, due portaerei e naviglio di supporto.

### Seconda guerra mondiale

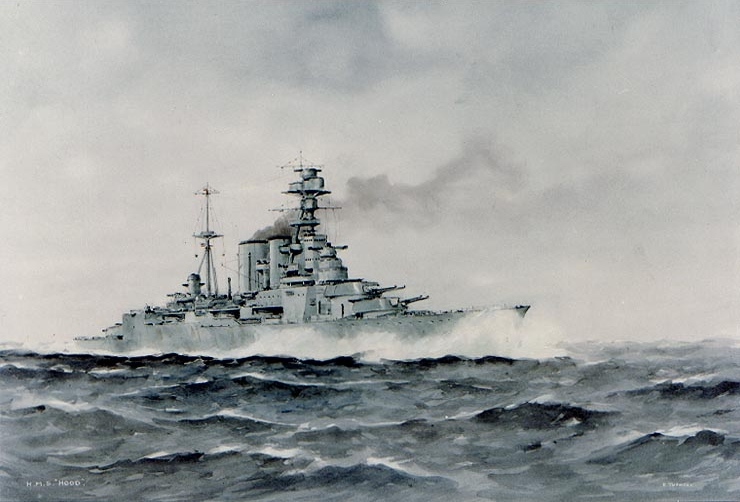
L'incrociatore da battaglia HMS Hood

La Home Fleet fu la principale flotta in acque europee durante la seconda guerra mondiale, ed era composta dalle squadre da battaglia e dalle portaerei. Il suo compito principale fu quello di tenere la Kriegsmarine all'interno del mare del Nord; a questo scopo, la base di Scapa Flow, utilizzata nella prima guerra mondiale, fu riattivata per intercettare le navi che cercavano di forzare il blocco navale.
All'inizio della guerra la Home Fleet subì due cocenti perdite. La prima, il 14 ottobre 1939, fu quella della vecchia corazzata HMS Royal Oak, all'ancora a Scapa Flow; dopo questa perdita la Home Fleet fu temporaneamente trasferita da Scapa Flow al Tail of the Bank di Firth of Clyde fino alla fine di lavori di messa in sicurezza degli accessi alla rada di Scapa Flow, da uno dei quali era riuscito a passare il sommergibile autore dell'affondamento. In seguito, il 24 maggio 1941 la Home Fleet dovette patire la perdita più dolorosa, quella dell'orgoglio della Royal Navy, l'incrociatore da battaglia HMS Hood da parte della corazzata tedesca Bismarck, affondata presso l'uscita del Canale di Danimarca tra l'Islanda e la Groenlandia durante un'operazione passata alla storia come "Caccia alla Bismarck".
L'area operativa della Home Fleet non era circoscritta, e le sue unità erano facilmente aggregate ad altre zone; la parte meridionale del mar del Nord e la Manica costituivano un comando separato per la flotta leggera, mentre l'incremento di intensità della battaglia dell'Atlantico portò alla creazione del Western Approaches Command. A seguito della distruzione della Tirpitz nel 1944, la Home Fleet perse di importanza, e molte delle sue navi furono inviate in Estremo Oriente.

### Secondo dopoguerra
Dopo la seconda guerra mondiale, la Home Fleet riprese le sue funzioni da tempo di pace: durante la guerra fredda, la sua maggiore responsabilità era quella di proteggere l'Atlantico del Nord dall'Unione Sovietica insieme alle forze della NATO.
La Home Fleet continuò ad essere operativa fino al 1967, quando, a seguito dello scioglimento della Mediterranean Fleet, di cui acquisì anche le funzioni, ne ricevette in organico le navi, divenendo la Western Fleet.

## Comandanti
I comandanti in capo della Home Fleet durante la seconda guerra mondiale furono:
- sir Charles Forbes (1939–1940),
- sir John Tovey (1940–42),
- sir Bruce Fraser (1942–44),
- sir Henry Moore (1944–45).

## Organico

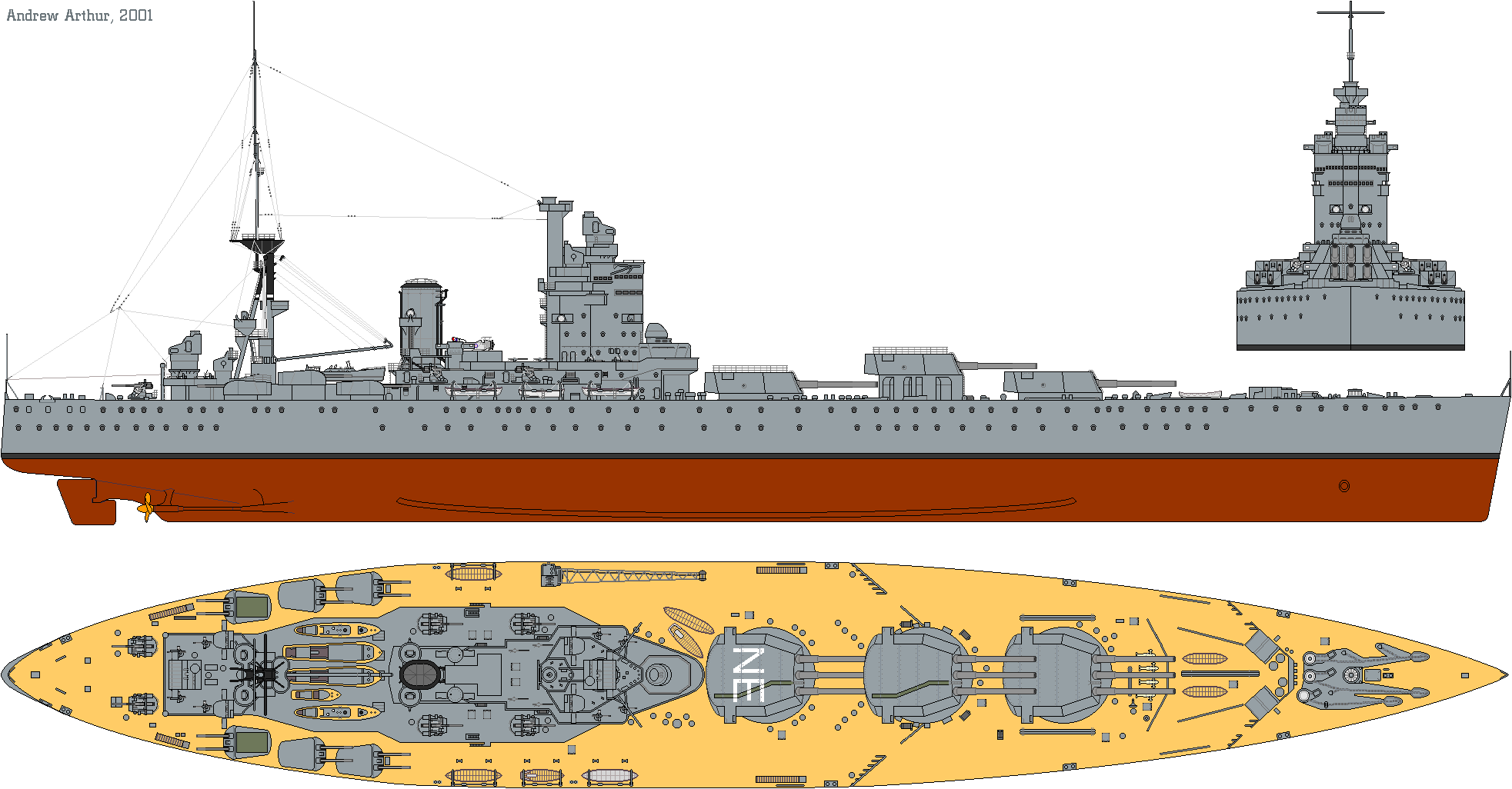
La HMS Nelson, nave ammiraglia della Home Fleet

Organico dell Home Fleet al 1º agosto 1939.
ammiraglio sir Charles Forbes
2nd Battle Squadron
contrammiraglio Lancelot Holland
Corazzate:
- HMS Nelson (ammiraglia di flotta )
- HMS Ramillies
- HMS Resolution (ammiraglia di squadra )
- HMS Rodney
- HMS Royal Oak
- HMS Royal Sovereign

Battlecruiser Squadron
contrammiraglio William Whitworth
Incrociatori da battaglia:
- HMS Hood (ammiraglia di squadra )
- HMS Repulse

Aircraft carriers
viceammiraglio Lionel Wells
Portaerei:
- HMS Ark Royal (ammiraglia di squadra )
- HMS Furious

Cacciatorpediniere:
- HMS Beagle
- HMS Boreas

2nd Cruiser Squadron
viceammiraglio sir George Edwards-Collins
Incrociatore pesante:
- HMS Cumberland

Incrociatori leggeri:
- HMS Belfast
- HMS Edinburgh
- HMS Glasgow
- HMS Newcastle
- HMS Sheffield
- HMS Southampton (ammiraglia di squadra )

Destroyer Flotillas
contrammiraglio Ronald Hallifax
Incrociatore leggero:
- HMS Aurora (ammiraglia di squadra )

6th Destroyer Flotilla
capitano di vascello Nicholson
Cacciatorpediniere:
- HMS Ashanti
- HMS Bedouin
- HMS Eskimo
- HMS Mashona
- HMS Matabele
- HMS Somali (capoflottiglia )
- HMS Tartar
- HMS Punjabi

7th Destroyer Flotilla
capitano di vascello Mack
Cacciatorpediniere:
- HMS Echo
- HMS Encounter
- HMS Jackal
- HMS Javelin
- HMS Jersey
- HMS Jervis (capoflottiglia )
- HMS Jupiter

8th Destroyer Flotilla
capitano di vascello Daniel
Cacciatorpediniere:
- HMS Fame
- HMS Faulknor (capoflottiglia )
- HMS Fearless
- HMS Firedrake
- HMS Foresight
- HMS Forester
- HMS Fortune
- HMS Foxhound
- HMS Fury

2nd Submarine Flotilla
capitano di vascello Stephens
Cacciatorpediniere:
- HMS Mackay

Sottomarini:
- HMS Cachalot
- HMS Narwhal
- HMS Porpoise
- HMS Seahorse
- HMS Starfish